# 一心論
一心論，佛教阿毘達摩術語，即主張一心的理論，此名詞由說一切有部提出，用來稱呼其他宗派的宗義，其中包括了一心相續論、前後一覺論、意界是常論和後世的一意識論等類似的理論。認為有多個心體的流派，被通稱為多心論。
其中最早的一心相續論主張心性是一，以一心作為作業受報、生死流轉、從生死得解脫的主體，佛教研究學者一般認為它與大眾部和分別說部提出的心性本淨說同源同理，故也是分別論者的主張。說一切有部支持一一心相續論，也就是一剎那中唯有一心，但是心的體性不一，不同體性的心前後相續。

## 出處
一心相續論，最早見於《大毘婆沙論》記載的其他部派異說：
|  | 有執但有一心，如說一心相續論者。彼作是說：……此心雖有隨眠無隨眠時異，而性是一。如衣、鏡、金等，未浣、磨、鍊等時，名有垢衣等。若浣、磨、鍊等已，名無垢衣等。有無垢等，時雖有異，而性無別，心亦如是。 |

說一切有部《發智論》反對大眾部的「二心俱生論」，主張「一一心相續論」為根本宗義，即有情在一剎那中只有一心，如多人過狹路，只能一一而過，《大毘婆沙論》引用世友及大德的剎那一心見解來佐證。雖然說一切有部主張剎那一心相續，但他們認為心有多個不同體性，有隨眠的心，與無隨眠的心，體性相異，因此反對一心相續論。眾賢曾將心性分為本性心和客性心，以反對一心相續論派見解。
在《大毘婆沙論》中，未提到一心相續論者的部派，但在此段提出的比喻，與分別說部心性本淨說見解相同，所以一般將其定為分別論者提出的。
此外，《大毘婆沙論》中，又有前後一覺論者主張「覺性是一」，一般認為可歸入一心論。
在《大毘婆沙論》中，提到譬喻者與分別論者曾提出在滅盡定時仍有細心的存在，用來維持有情的命根。世親《大乘成業論》記載了一派經量論師的學說，將心分為兩種：集起心和種種心，並主張其中的集起心即為細心，它是異熟果識，具有一切種子，從生至死相續不斷。
《大毘婆沙論》記載，十八界內的七心界中，六識界是能依，意界是所依；六識身無間已滅，名意界；就其實體有幾個的問題，認為要么是六個即去掉意界，要么是一個即去掉六識界，但未作最終抉擇。此外，瑜伽師曾提出五識不同於可自類相續的意識，它們從意識無間而生，瑜伽行派有人持類似見解。

## 概論
需要解釋眾生如何輪迴與解脫，又要維持釋迦牟尼遠離斷、常二邊的中道教義，是不以補特伽羅作為輪迴與解脫的主體的各佛教部派所需要解決的問題。印順法師認為，支持三世有部派，提出依蘊、界、處的身心綜和活動來解說，主張現在有的部派中，則出現一心論者。
以說一切有部為代表的性空論者，認為一心論是一種常見，指稱他們所說的一心，與補特伽羅論者的主張一樣，等同外道所說神我；但一心論者認為，說一切有部提出剎那生滅理論，無法妥善解說因果連續的疑問，屬於一種斷見，主張心性一體相續。
一心論之下出現幾個不同的流派：以心來解說的，在說明染雜與清淨時有一心相續論，在說明記憶時有前後一覺論，這些學說皆主張主張此一心剎那轉變而不是常住的，可能皆出於早期分別說部。此外，有以識來解說的，有意界是常論，主張六識背後別有常住不變之一心，其部派不詳；以及赤銅鍱部提出的有分識。
關於一心論的激烈諍論促使其理論在不斷演化，在《成實論》中，一心論者以心的覺性，作為本淨的說明，將心的憶念功能用為支持一心論的論點之一，因此印順法師認為前後一覺論是一心相續論的異名。《成實論》記載了一心論者提出五門一猴的譬喻，與一意識論者的觀點一致。《大毘婆沙論》主張「有隨眠心與無隨眠心，其性各異」，《成實論》將這種認為有染污心，與非染污心體性不同的見解，列入多心論中。
《成實論》中的〈一心品〉，將一心論者各流派的主張綜合在一起，在〈非多心品〉中記錄了一心論者對於多心論的批評。但《成實論》主張多心論，認為此一心是常是我，逐一批評了一心論者的各項主張。多心論者曾以《猿喻經》來支持他們的論點，但一心論者也以此來證明自身論點。
眾賢《順正理論》將以明鏡染塵為喻的心性本淨學說，以說一切有部理論重新詮釋，將心分為本性心和客性心，認為本性心為無記心清淨，其餘心為客性心，以河水源清流濁為喻，其理論仍為說一切有部本宗的一一心相續論，即三性心而非一性心的一一相續。
《瑜伽師地論·本地分》記載有：「約六識明五心次第而生」，「起一心若眾多心」。

## 現代研究
印順法師認為，一心相續論者提出的相續不斷理論，有很多難點，一直到大乘佛教中的一切皆空論者，才完全解決。